# Zettelmeyer
Koordinaten: 49° 41′ 15,6″ N, 6° 33′ 32,4″ O

Logo von Zettelmeyer

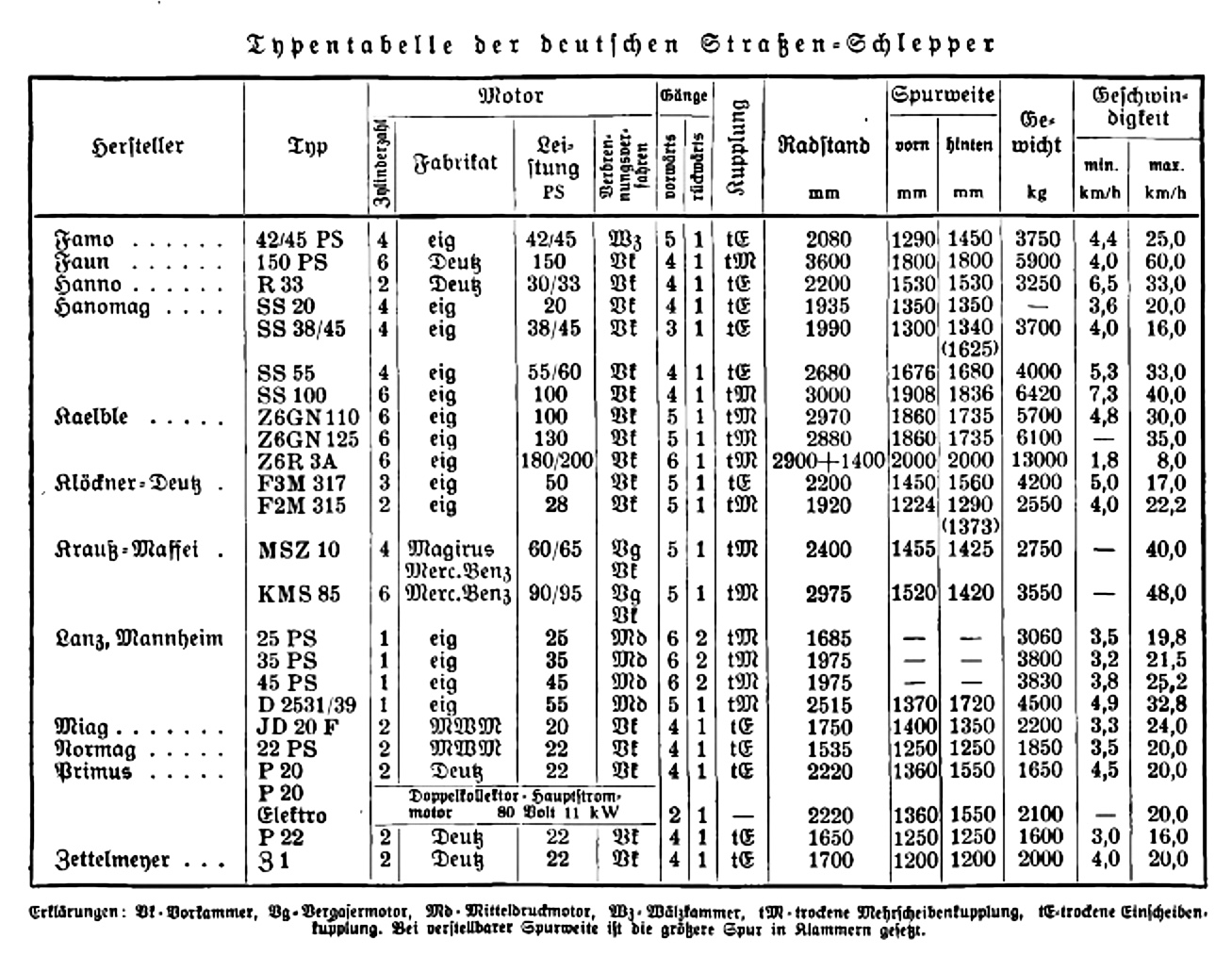
Technische Daten Zettelmeyer Z1

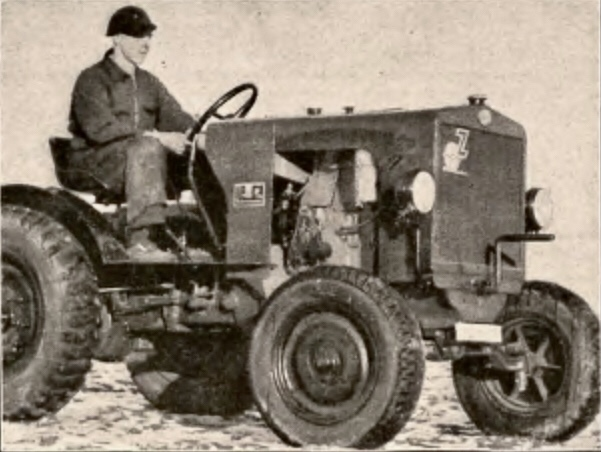
Zettelmeyer Z1 mit 22 PS Deutz Motor, 2000 kg, Höchstgeschwindigkeit 20 km/h

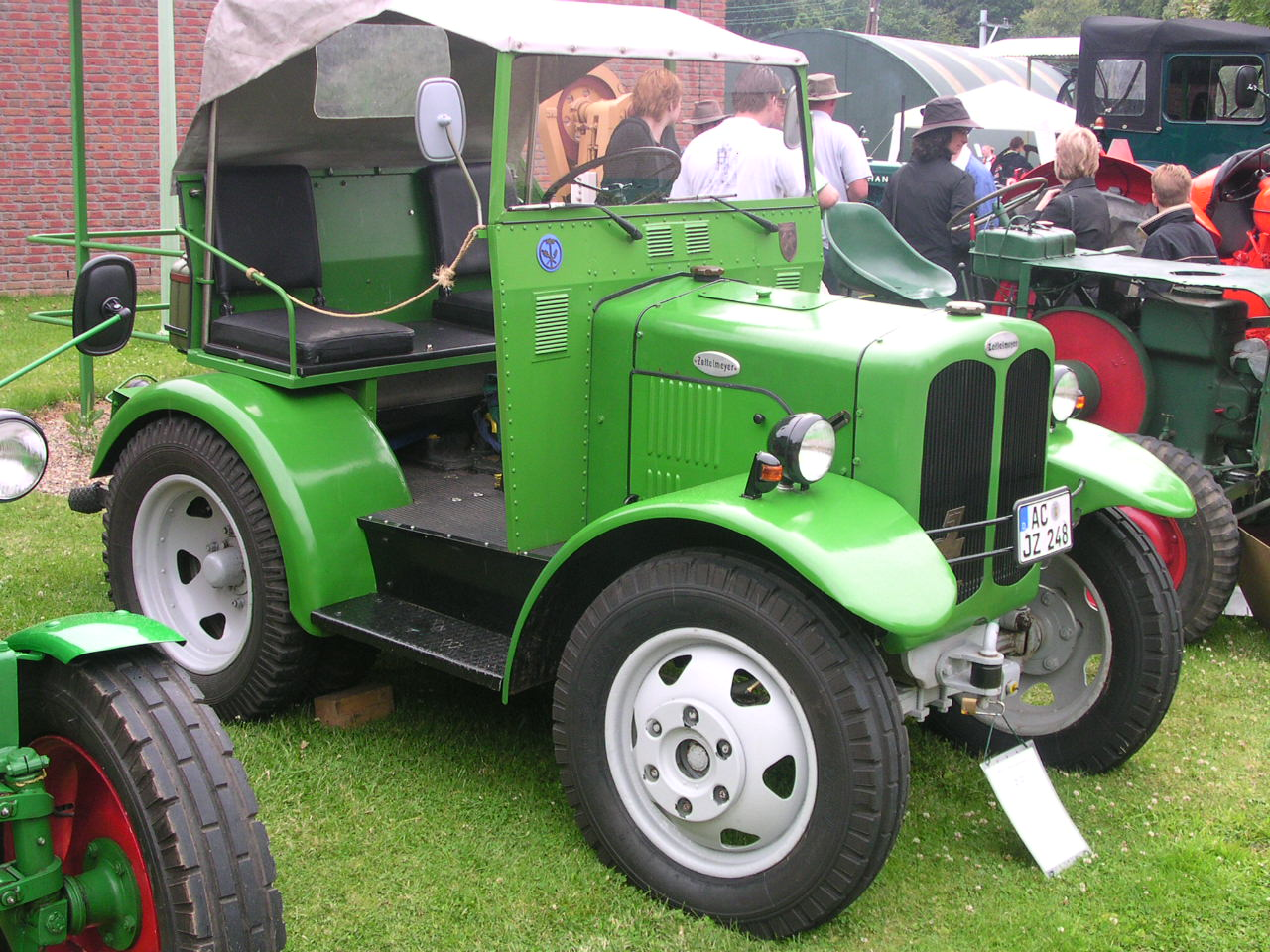
Zettelmeyer Traktor

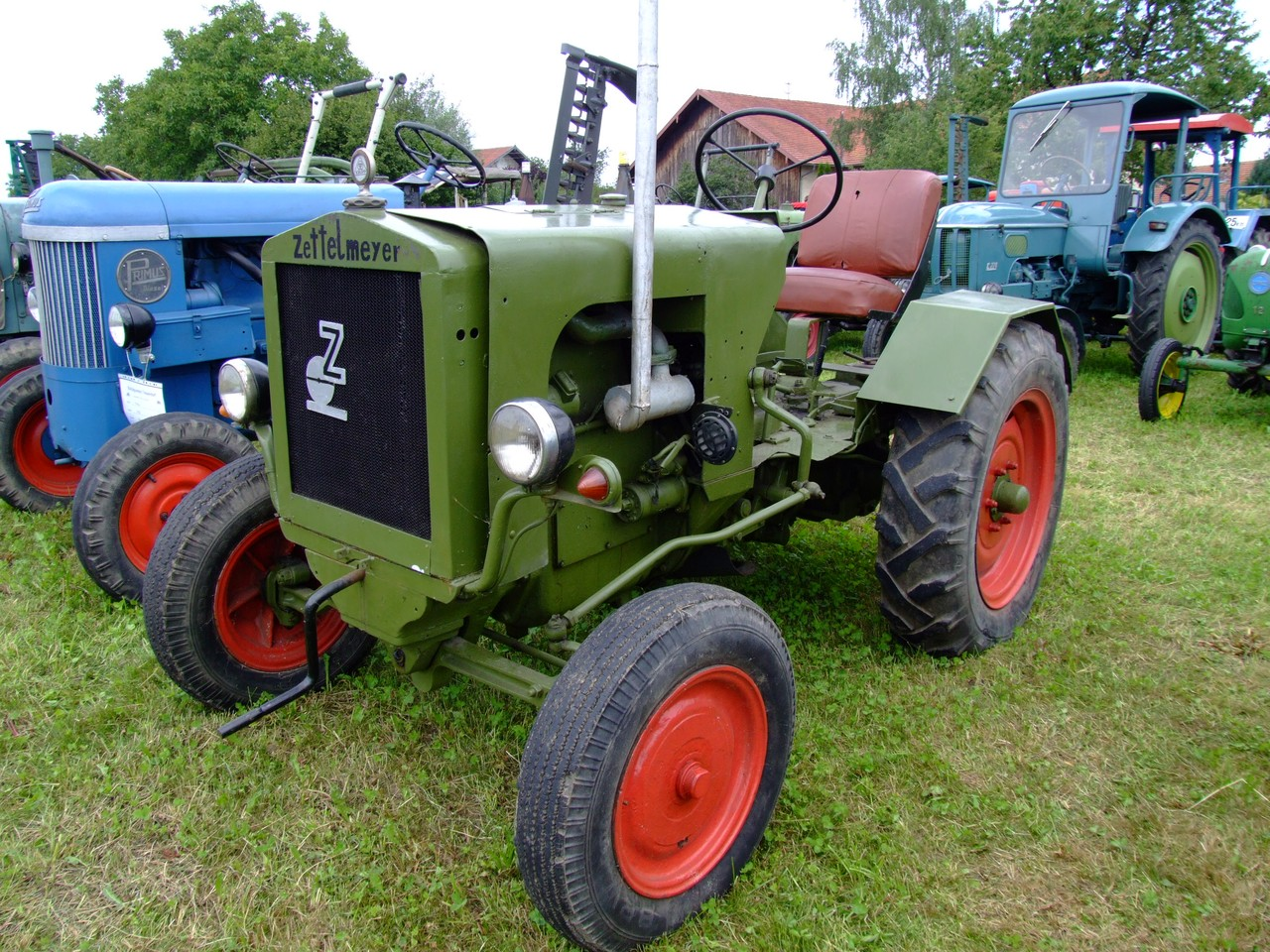
Zettelmeyer Traktor (1941)

Die Zettelmeyer Baumaschinen GmbH war ein deutscher Hersteller von Baumaschinen. Das 1897 gegründete und 1994 von Volvo aufgekaufte Unternehmen war für die Stadt Konz in Rheinland-Pfalz und die dazugehörige Verbandsgemeinde ein wichtiger und bedeutender Arbeitgeber. In der fast 100-jährigen Geschichte des Unternehmens spiegelt sich die gesamtwirtschaftliche Entwicklung innerhalb Deutschlands wider.

## Allgemeines
Seit der Gründung 1897 durchlebte das Unternehmen Zettelmeyer die beiden Weltkriege, den Wiederaufbau sowie die Rezession in den 1960er Jahren. Trotz mehrerer Besitzerwechsel gelang es der Unternehmensleitung, den Standort in Konz zu erhalten und den Arbeitsmarkt in der Region zu unterstützen. Zum sozialen Engagement der Familie Zettelmeyer gehörten unter anderem die überdurchschnittlich hohen Sozialleistungen, die Mitte des 20. Jahrhunderts zum Wohlstand der Stadt Konz beigetragen haben.
Der ehemalige Zettelmeyer-Betrieb in Konz ist weiterhin einer der wichtigsten Arbeitgeber der Region.

## Geschichte
Die geschichtliche Entwicklung teilt sich in drei Epochen:

### Von der Gründung 1897 bis 1971

Zettelmeyer-Logo, ca. 1930er bis 1950er Jahre

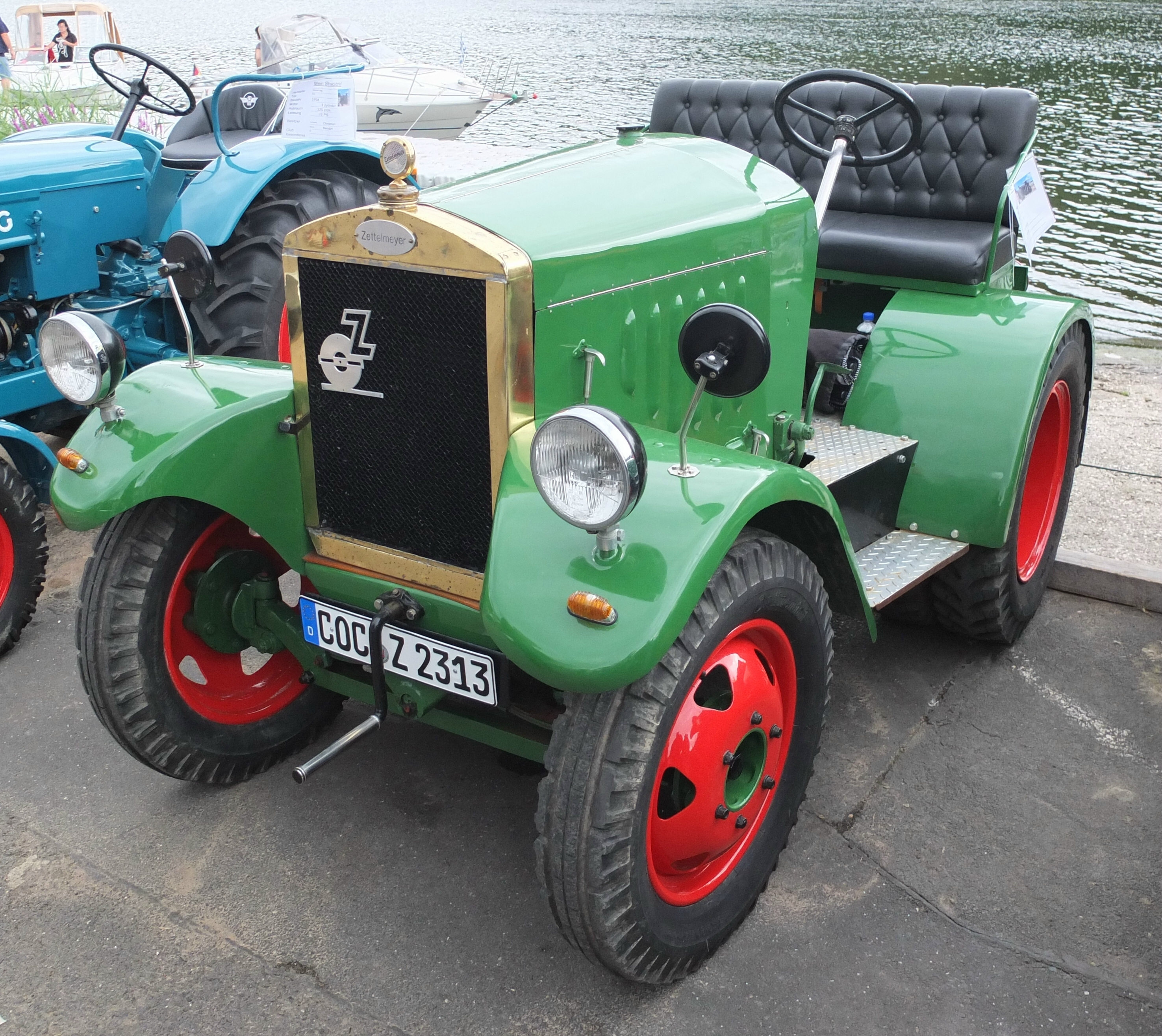
Zettelmeyer-Traktor Typ Z2, Bj. 1936, 2 Zylinder, 2000 cm³, 15 kW (20 PS)

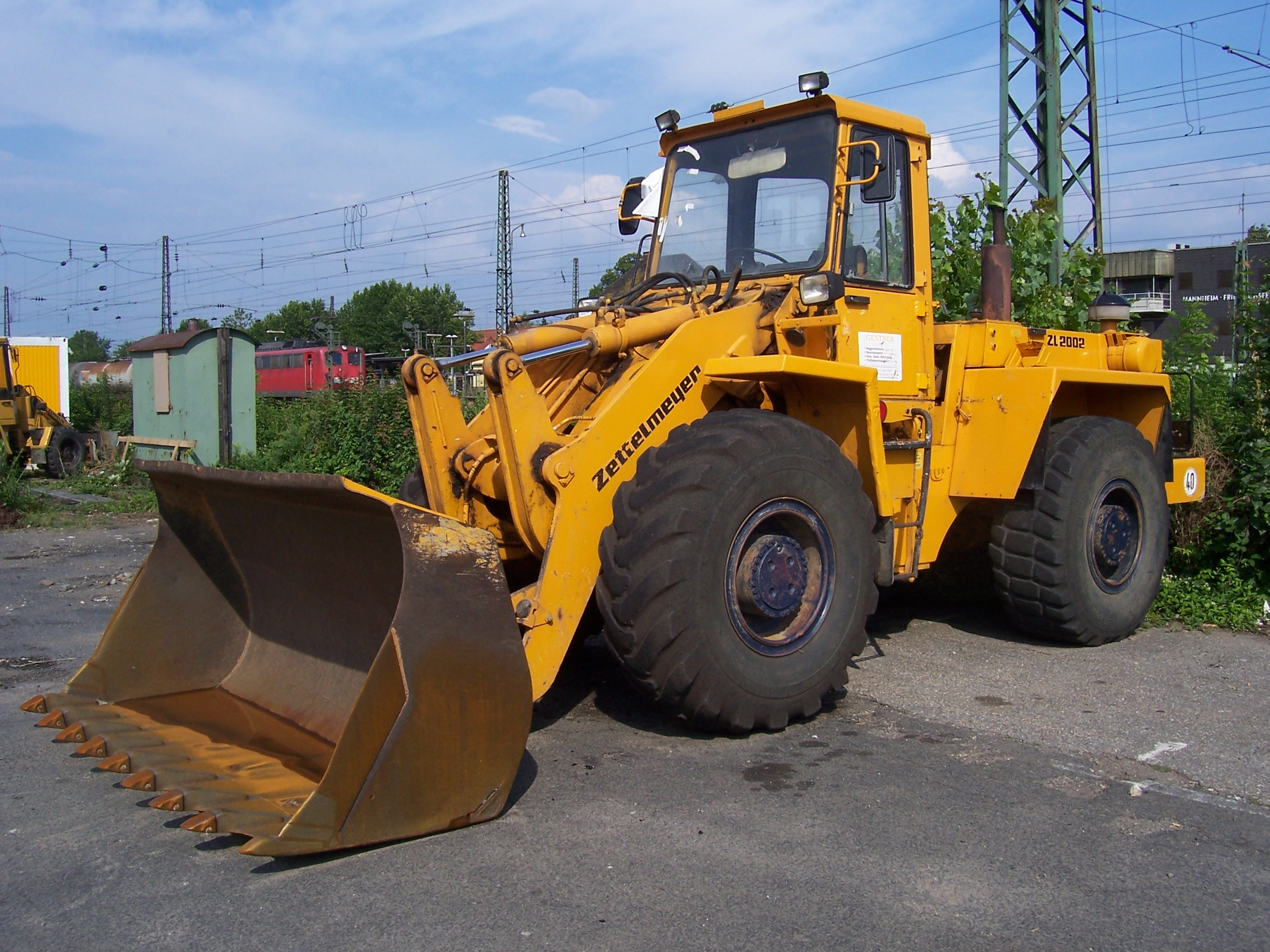
Radlader Typ ZL 2002

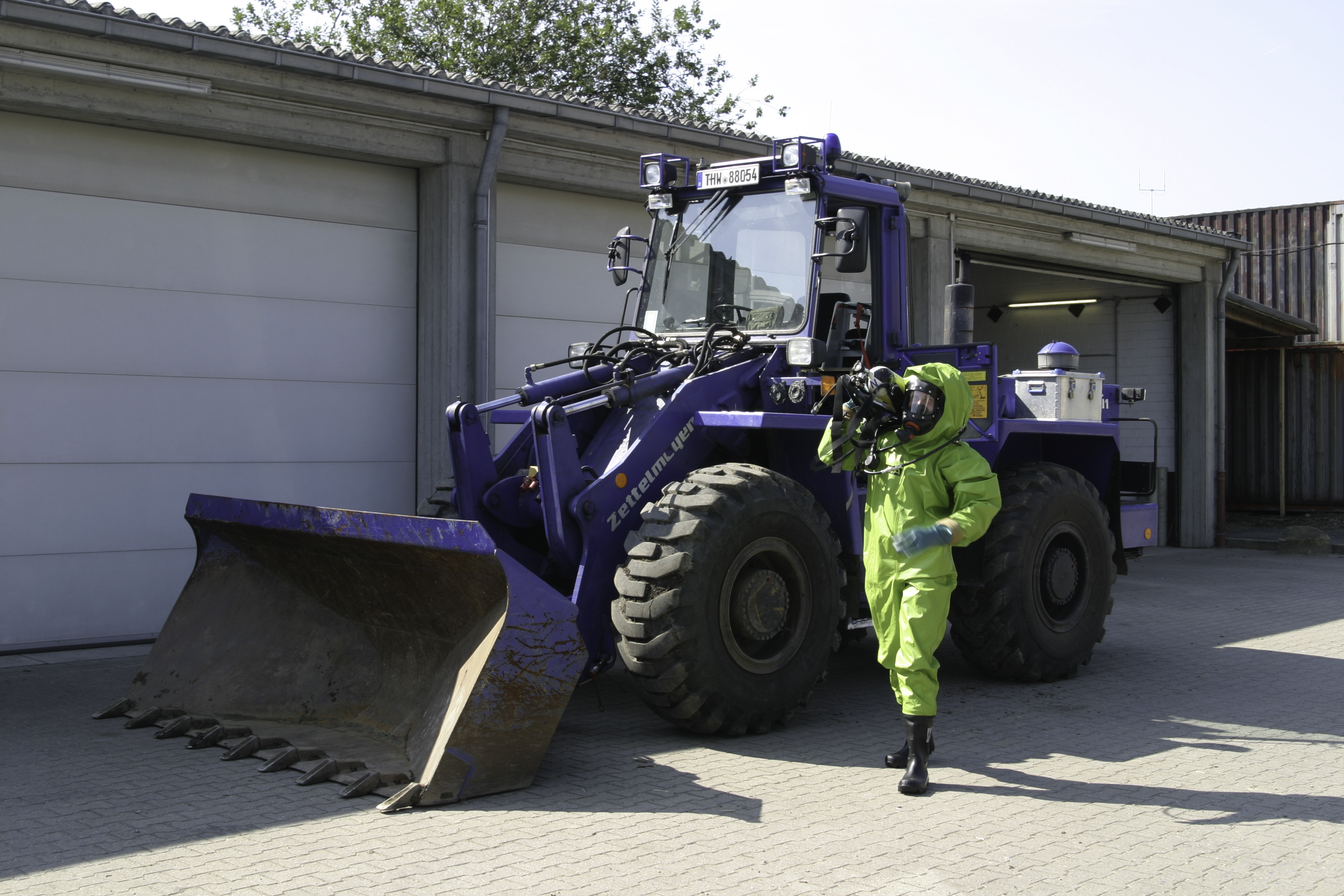
Zettelmeyer-Radlader 1801, wie er beim THW oft zu finden war

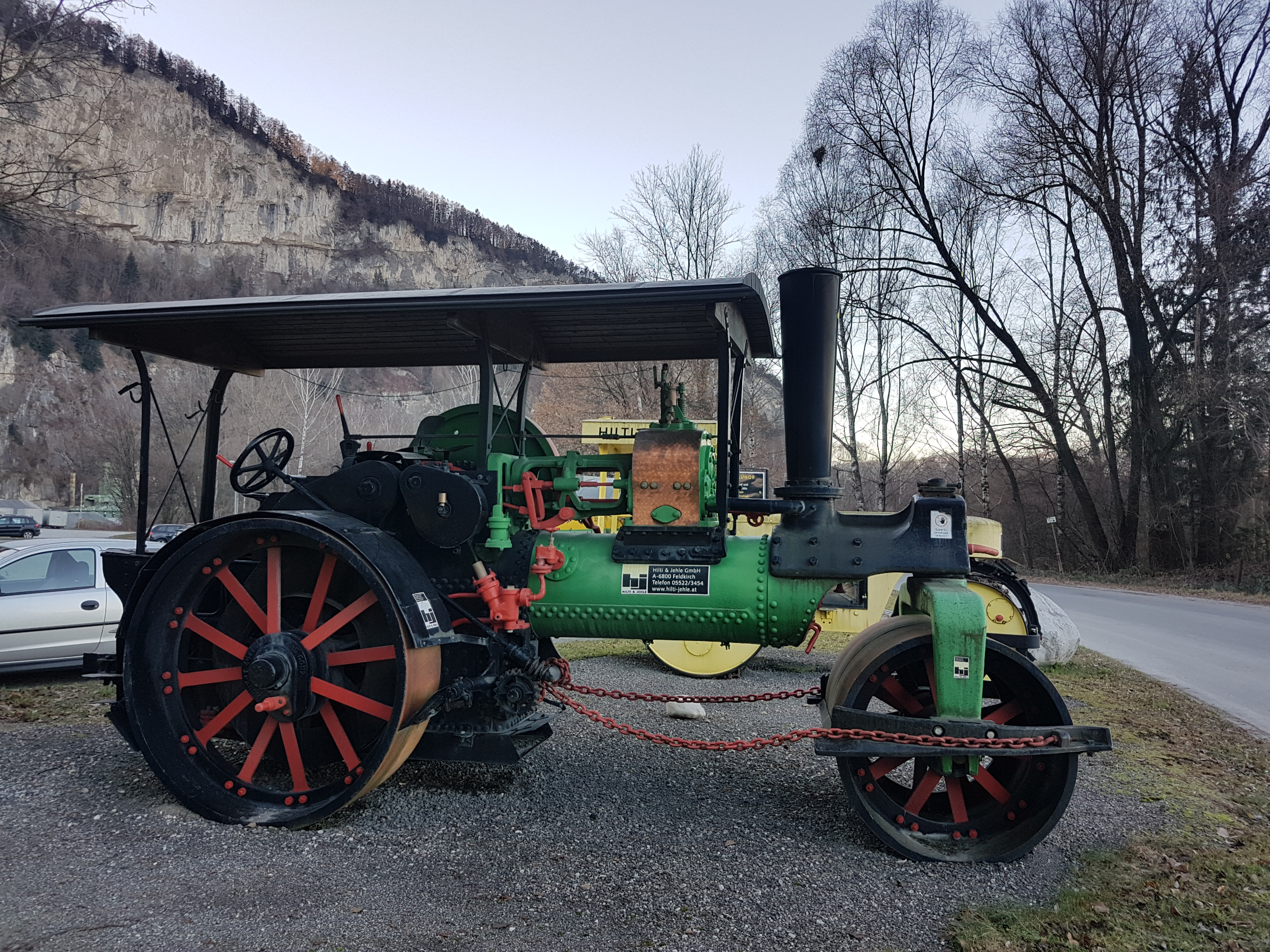
Dreirad-Dampf-Straßenwalze von Zettelmeyer

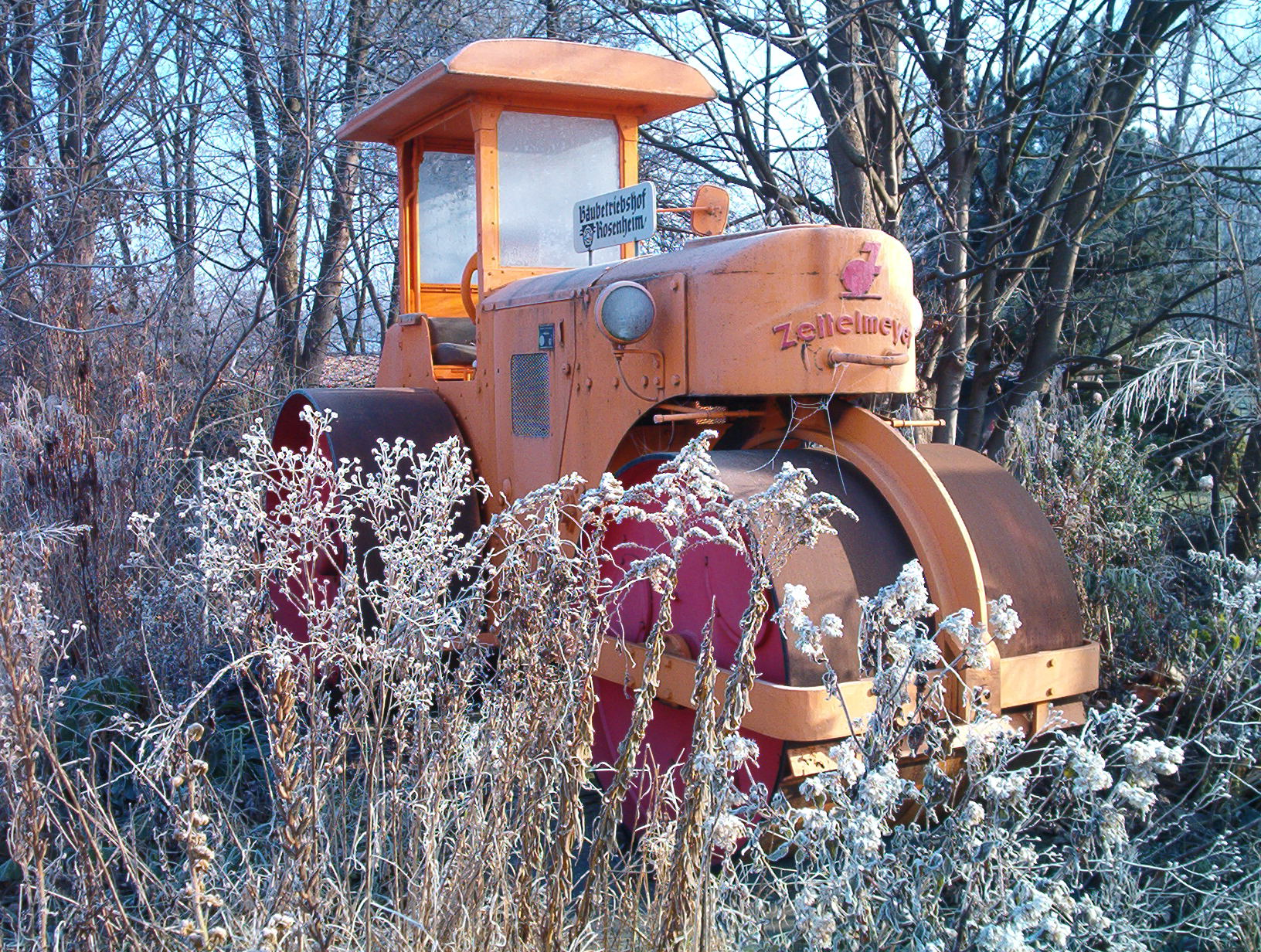
Straßenwalze des Unternehmens Zettelmeyer

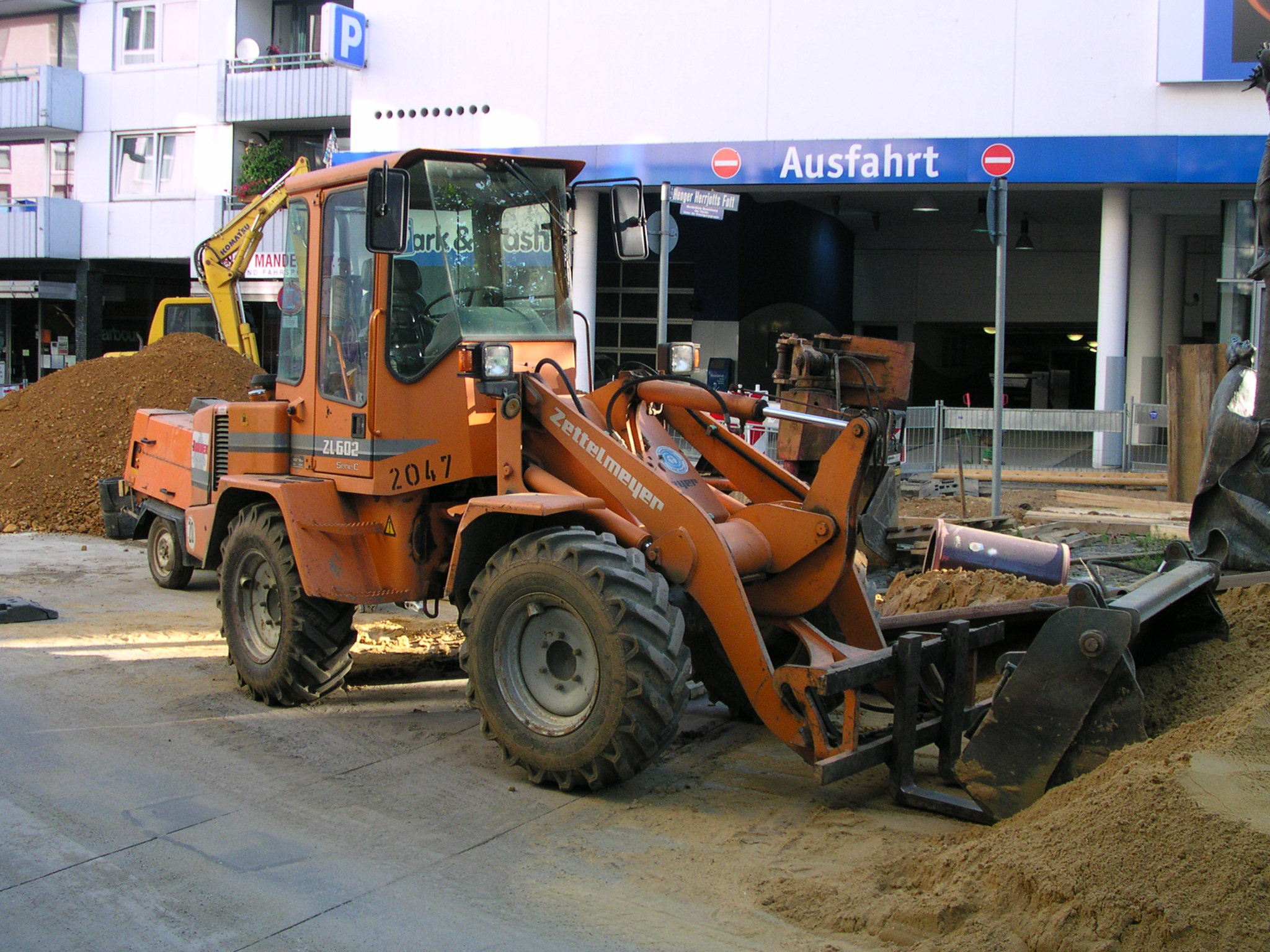
Radlader

Von der Gründung 1897 bis 1971 erfuhr das Unternehmen eine Ära der Innovationen und Verbesserung der wirtschaftlichen Situation, die nur durch die weitreichenden Zerstörungen des Zweiten Weltkriegs unterbrochen wurde.
Mit dem Kauf einer Dampfwalze zum Straßenbau gründete Hubert Zettelmeyer 1897 das Unternehmen Zettelmeyer in Konz. Der Gründer fuhr diese Dampfwalze bis zum Jahr 1899 selbst, danach widmete er sich ausschließlich der Geschäftsleitung des Unternehmens.
1901/1902 erwarben die Eheleute Zettelmeyer das erste Grundstück, Granastraße 68 in Konz, und ließen darauf ein Wohn- und Verwaltungsgebäude errichten. Im Jahr 1902 wurde die erste Werkstätte für Reparaturarbeiten erbaut. Vorübergehend wurde die Vertretung von Clayton & Shuttleworth aus Lincoln in England übernommen sowie der Verkauf ihrer Produkte (zum Beispiel Dampfwalzen, Dampflokomobile und Dreschmaschinen). Letztere wurden im Lohnverfahren in der Region Trier eingesetzt.
Da sich die Beschaffung von Ersatzteilen schwierig gestaltete, wurde im Jahr 1905 der Werkstattbetrieb des Unternehmens als Vorbereitung für den Bau der ersten eigenen Zettelmeyer-Dampfwalze erheblich vergrößert.
1909 wurde ein zusätzliches Konstruktionsbüro für das Unternehmen eingerichtet. Im Jahr 1910 verließ die erste selbst entworfene und gebaute Zettelmeyer-Dampfwalze das Werk. Bis 1914 waren zwanzig Walzenzüge (mit etwa 45 Männern) für das Unternehmen Zettelmeyer tätig, davon 14 aus eigener Herstellung. Insgesamt arbeiteten im Jahr 1913 ca. 110 Mitarbeiter für das Unternehmen.

#### Erster Weltkrieg und Zwischenkriegszeit
Im Ersten Weltkrieg (1914–1918) wurden die Züge der kaiserlichen Armee unterstellt und im gesamten westlichen Gebiet verwendet.
Nach Kriegsende kehrten alle 24 Walzenzüge unversehrt nach Konz zurück. Das Unternehmen Hubert Zettelmeyer wurde 1925 als Zettelmeyer Aktiengesellschaft weitergeführt und es wurden deutschlandweit Niederlassungen gegründet. Bis 1929 produzierte die Zettelmeyer AG komplette Walzenzüge mit Wohn-, Kohlen- und Wasserwagen. Mit der Erfindung der Motorwalze wurde die Fortentwicklung der Dampfwalze eingestellt.
Am 19. Juni 1930 starb Unternehmensgründer Hubert Zettelmeyer im Alter von 64 Jahren, sein Sohn Peter Zettelmeyer übernahm die Führung des Unternehmens. Anfang der 1930er Jahre begann die Produktion des ersten Dieselschleppers. Der Erfolg übertraf schlagartig alle Erwartungen: Schon ein Jahr später entfielen auf das Schlepper-Geschäft 52 Prozent des Gesamtumsatzes des Unternehmens. 1936 verließ der 500. Dieselschlepper das Werk. Im Zuge dessen stieg die Belegschaft auf über 840 Beschäftigte.

#### Zweiter Weltkrieg
Mit Beginn des Zweiten Weltkriegs im Jahr 1939 und der Zerbombung weiter Teile der Fabrikanlagen im Mai 1944 (Zettelmeyer wurde von den Alliierten für einen Rüstungsbetrieb gehalten) fand die Erfolgsgeschichte des Unternehmens ein jähes Ende.
In den Jahren von 1946 bis 1950 begann der Neuaufbau der Produktionsstätte. Ab 1950 fand wieder eine geregelte und dauerhafte Produktion statt, und 1951 erschien die Werkszeitung Die Dampfwalze zum ersten Mal.
1953 stellte das Unternehmen den ersten Hublader auf der Industriemesse Hannover vor. Dieser hatte eine für diese Zeit beachtliche Hubhöhe von 2,80 m und das mechanische Schaltgetriebe wurde von Zettelmeyer selbst entwickelt.
Peter Zettelmeyer erhielt 1955 das Bundesverdienstkreuz. Das Unternehmen Zettelmeyer baute gemeinsam mit der Philipp Holzmann AG, Siemens Bau und Hochtief die Riveristalsperre bei Trier. Es wurde ein Verbesserungsvorschlags-System eingeführt, nach dem ein umgesetzter Vorschlag entlohnt wurde, und durch Rationalisierung in den Arbeitsabläufen konnte die Produktivität um 130 Prozent gesteigert werden. In diesem Jahr wurde mit dem Export im großen Stil begonnen.
1956 wurde der letzte Bauabschnitt der neuen Werkshallen vollendet. Somit konnte ein breites Angebot an Baumaschinen produziert und am Markt angeboten werden. Erstmals wurden Zettelmeyer-Maschinen nach Brasilien, Kolumbien, Mexiko, Indonesien und Indien exportiert.
Die Belegschaft stieg 1957 auf 1600 Mitarbeiter. Die Produktion von Dieselschleppern wurde eingestellt. Das Ersatzteillager, die Endmontage und die Abteilung Versuche wurden nach Konz-Karthaus verlagert.
Trotz der Rezession konnte das Unternehmen Zettelmeyer 1968 das breiteste Radladerprogramm eines deutschen Herstellers anbieten. Die Sparte Straßenbau wurde 1971 wegen Unrentabilität eingestellt.

### Besitzerwechsel, 1975–1990
Das Unternehmen Zettelmeyer geriet zunehmend in finanzielle Schwierigkeiten und wurde 1975 an das Unternehmen IBH verkauft. Ebenfalls wurde der Umzug der Werksanlagen von der Konzer Innenstadt in den Stadtteil Könen vorbereitet. Eine große Anzahl Maschinen wurde zu dieser Zeit in den Irak geliefert und dort eine eigene Niederlassung gegründet.
Der neue Geschäftsführer des Unternehmens, Eberhard Röhlich, weihte 1981 das neue Werksgelände in Konz-Könen ein, das zu dieser Zeit das modernste Werk für Baumaschinen in Europa war.
Das Unternehmen IBH meldete Ende 1983 wegen finanzieller Schwierigkeiten, herrührend aus den Übernahmen der angeschlagenen Unternehmen Hanomag, Wibau, Hymac und Terex in einem zunehmend schwachen Baumaschinenmarkt Konkurs an. Der neue Besitzer war der Unternehmer H. Harms, ein Makler aus Hamburg. Außer Radladern, deren Produktion Harms weiterlaufen ließ, wurden hydraulische Stützstreben für den Bergbau gefertigt. Inhaber der Firma Zettelmeyer-Baumaschinen in Konz war Ulrich Harms. Ein erneuter Verkauf des Unternehmens stand 1987 an. Der neue Inhaber war W. Eder, Besitzer der Eder-Maschinenfabrik in Mainburg (Donau). Die Produktion der Eder-Radbagger (im Ausland wurden die in Konz gebauten Mobil-Bagger als Caterpillar vertrieben) wurde teilweise nach Konz verlagert.

### Eingliederung in den Volvo-Konzern 1990
Der Volvo-Konzern kaufte sich bei Zettelmeyer ein. Zettelmeyer Konz wurde in der Abteilung Volvo Construction Equipment eingegliedert. 1990 übernahm Volvo 25 Prozent des ehemaligen Zettelmeyer-Unternehmens. 1991 begann die Umstrukturierung des bestehenden Unternehmens (Einführung von „Kaizen“). Mit diesen Änderungen wurden verkürzte Arbeitswege, verbesserte Abläufe, die Optimierung der Produktion sowie die Neugestaltung der Fertigung angestrebt. Zu diesen Neuerungen gehörten ebenfalls die Einführung der neuen und verbesserten Montagelinie, wodurch Mixbau nach Kundenwünschen möglich wurde (anstelle der üblichen Serienproduktion).
Die Veränderungen innerhalb des Unternehmens waren 1992 noch nicht abgeschlossen. Die Neuorganisation des Kundendienstes stand bevor. Hinzu kam die Einführung eines neuen und verbesserten EDV-Systems (AS 400 – just-in-time-system).
1994 übernahm Volvo 100 Prozent des bestehenden Unternehmens in Konz-Könen. Das Werksgelände blieb allerdings im Besitz des vorherigen Besitzers, W. Eder, Eder Maschinenfabrik, Mainburg/Donau. 1997–1999 wurde Zettelmeyer nach ISO 14001 (Umwelt) und ISO 9001 (Qualität) zertifiziert. Es folgte die Umbenennung der kompletten Produktpalette in Volvo.
Der Geschäftsführer Eberhard Röhlich wurde im Jahr 2000 in den Ruhestand verabschiedet. Sein Nachfolger Robert Kramp übernahm die Geschäftsleitung des Unternehmens.
2004 wurde die Montagelinie für Raupenbagger errichtet und ein Teil der Produktion für Europa und die USA von Korea nach Konz verlegt. Es folgte der Verkauf des Werksgeländes an den Unternehmensinhaber. Bis zu diesem Zeitpunkt gehörte das Gelände immer noch dem ehemaligen Besitzer W. Eder, Eder Maschinenfabrik, Mainburg/Donau. Dieses äußerst erfolgreiche Jahr endete für das Unternehmen als bestes Geschäftsjahr von Zettelmeyer/Volvo während seiner gesamten Existenz.
2005 wurden vielseitige und umfassende Änderungen durchgeführt. Dazu gehörten zum Beispiel die Erweiterung der Vorfertigung, Schweißerei, Lackiererei usw. mit dem Ziel der Produktion von 4000 Baggern jährlich.

## Das soziale Engagement von Zettelmeyer
Peter Zettelmeyer errichtete bereits in den 1950er Jahren ein enges soziales Netz.
Seine starke Bindung an die katholische Kirche sowie die Freundschaft zum damaligen Bischof von Trier führten dazu, dass er sich in der Region rund um Trier für gemeinnützige Zwecke starkmachte.

### Freiwillige soziale Leistungen in den 1950er Jahren
Die Weihnachtsgratifikation 1951 betrug 24 DM Grundbetrag, zusätzlich wurden pro Dienstjahr 3 DM, für die Ehefrau 10 DM und pro Kind weitere 10 DM gezahlt. Die Zettelmeyer Unterstützungskasse für Notfälle wurde eingerichtet, z. B. bekam die Familie des Arbeiters im Todesfall das Urlaubsgeld des gesamten Restjahres ausbezahlt. Eine Betriebliche Altersversorgung wurde aufgebaut.
Bei guter Produktionsauslastung wurde im Herbst eine Prämie an die Arbeiter ausgezahlt. Es gab regelmäßige Schluckimpfungen gegen Kinderlähmung und Tuberkulose-Untersuchungen. Eine Werkskantine wurde eingerichtet.

### Werksvereine in den 1950er Jahren
- Zettelmeyer Sportfischer
- Kegelverein
- Gesangsverein
- Musikkapelle[14]

### Stiftungen und Sponsoring
- Lebenshilfehaus Konz: Peter-Zettelmeyer-Haus
- Volkskunde- und Freilichtmuseum Roscheider Hof. Das Museum widmete dem Unternehmen Zettelmeyer im Jahr 2002 eine Sonderausstellung.[15] und 2020 die Ausstellung „Wir geben den Menschen ihre Geschichte zurück“.[16]

- Eintracht Trier[17]

### Notfallhilfe
Bei der Flutkatastrophe 1953 in Holland wurden zwei Sandfördergeräte kostenlos zur Verfügung gestellt. Ab 1957 gab es eine eigene Werkfeuerwehr mit einem Auto, deren Mitglieder eine Ersthelfer-Notfallhilfe-Ausbildung erfuhren.

## Volvo Standort Konz

Zettelmeyer in der Volvo-Konzernstruktur

Mit der Übernahme der gesamten Zettelmeyer Baumaschinen GmbH 1991 und dem späteren Kauf des kompletten Werksgeländes wurde Zettelmeyer vollständig in den Volvo-Konzern integriert. Das Werk ist auf die Produktion von Mobil- und Raupenbaggern sowie Kompaktradladern spezialisiert.  Auch die neuen Elektro-Kompaktradlader werden hier gefertigt. Der Standort bietet außerdem ein Prototypen- und Testzentrum sowie ein Schulungs- und Kundendienstzentrum. 2021 wurden in Konz rund 950 Mitarbeiter beschäftigt.